# Fredonia (Iowa)
Fredonia é uma cidade localizada no estado americano de Iowa, no Condado de Louisa.

## Demografia
Segundo o censo americano de 2000, a sua população era de 251 habitantes.
Em 2006, foi estimada uma população de 220, um decréscimo de 31 (-12.4%).

## Geografia
De acordo com o United States Census Bureau tem uma área de 0,4 quilômetros quadrados cobertos por terra.

## Localidades na vizinhança
O diagrama seguinte representa as localidades num raio de doze quilômetros ao redor de Fredonia.